# Gustaaf Adolf van den Bergh van Eysinga
Gustaaf Adolf van den Bergh van Eysinga (Den Haag, 27 juni 1874 - Haarlem, 26 mei 1957) was een Nederlands hervormd theoloog en hoogleraar. Van den Bergh van Eysinga geldt als de laatste vertegenwoordiger van de Hollandse radicale school.
Van den Bergh van Eysinga bezocht het gymnasium van Sneek. In 1893 begon hij theologie te studeren aan de Universiteit van Leiden. Daar voelde hij zich aangetrokken door de Hollands radicale school, waar aangenomen werd dat niet alleen de evangeliën maar ook de brieven van het Nieuwe Testament in de tweede eeuw geschreven waren. Van den Bergh van Eysinga promoveerde in 1901 by W.C. van Manen op het proefschrift Indische invloeden op oude christelijke verhalen. Hetzelfde jaar werd hij predikant in Oss. Van 1911 tot 1915 stond hij in Helmond, daarna meer dan twintig jaar in Santpoort. Ondertussen werd hij in 1924 vanwege het Haagsch genootschap tot verdediging van den christelijken godsdienst aan de Universiteit Utrecht benoemd tot bijzonder hoogleraar in de wordingsgeschiedenis van het christendom, een ambt dat hij op 6 oktober 1924 aanvaardde met de rede Begin en beginsel van het christendom. In 1935 werd hij buitengewoon hoogleraar in de algemene godsdienstgeschiedenis en de geschiedenis van de Israëlitische godsdienst aan de Universiteit van Amsterdam, het jaar daarna werd hij benoemd tot gewoon hoogleraar in de uitlegging van het Nieuwe Testament, de oud-christelijke letterkunde, de algemene godsdienstgeschiedenis en de geschiedenis van de israëlitische godsdienst. Hij ging met emeritaat in 1944, maar bleef college geven in Utrecht tot 1957, het jaar van zijn dood.
- Bibliothèque nationale de France: cb12440369r (data)
- Biografisch Portaal: 19857132
- Digitale Bibliotheek voor de Nederlandse Letteren: berg096
- Gemeinsame Normdatei: 11613240X
- International Standard Name Identifier: 0000 0000 8382 1269
- Library of Congress Control Number: no93018394
- Nationale Bibliotheek van Tsjechië: xx0021062
- Nationale Bibliotheek van Israël: 987007258529005171
- Nederlandse Thesaurus van Auteursnamen: 069908338
- Système universitaire de documentation: 067048641
- Virtual International Authority File: 51782805
- WorldCat: E39PBJyRwtgb4GkyXgVFThy68C